# Georg Katzer

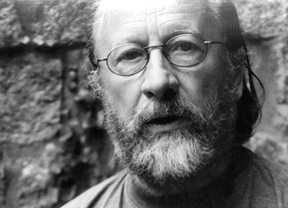
Georg Katzer (2006)

Georg Katzer (* 10. Januar 1935 in Habelschwerdt, Schlesien; † 7. Mai 2019 in Zeuthen bei Berlin) war ein deutscher Komponist. Er war einer der Pioniere elektronischer Musik in der DDR.

## Leben
Katzer wurde 1935 als Sohn eines Konditors in Niederschlesien geboren. Er legte sein Abitur an der Internatsschule Schloss Wendgräben ab. Er studierte zwischen 1953 und 1959 Klavier, Musiktheorie und Komposition bei Rudolf Wagner-Régeny und Ruth Zechlin an der Ost-Berliner Hochschule für Musik. Von 1957 bis 1958 studierte er bei Karel Janeček an der Akademie der musischen Künste in Prag. Von 1961 bis 1963 war er Meisterschüler von Hanns Eisler, Ruth Zechlin und Leo Spies an der Deutschen Akademie der Künste zu Berlin.
Seit 1963 war er freischaffender Komponist und Musiker in Berlin. Von 1966 bis 1967 war er Musikdramaturg am Erich-Weinert-Ensemble der NVA. Er arbeitete mit Künstlern wie Johannes „Hannes“ Bauer, Wolfgang Fuchs, Paul Lytton, Phil Minton, Ernst-Ludwig Petrowsky, Radu Malfatti, Phil Wachsmann und der Bläservereinigung Berlin zusammen.
1976 hielt er sich im Studio für elektronische Musik in Bratislava und 1977 in Bourges/Frankreich auf. 1978 wurde er zum Mitglied der Akademie der Künste in Ostberlin gewählt. 1982 gründete er das der Musikabteilung der Akademie der Künste angegliederte Studio für Elektroakustische Musik, dessen künstlerischer Leiter er bis 2005 war.
1986 war er Gastprofessor an der Michigan State University. 1987 wurde er zum Professor ernannt und unterrichtete in der Folge eine Meisterklasse für Komposition an der Akademie der Künste. Er war Mitglied der Akademie der Künste Berlin-Brandenburg, der Freien Akademie der Künste zu Leipzig und der Akademie für Elektroakustische Musik in Bourges, Frankreich.
Bis 1989 war er Vizepräsident des Verbandes der Komponisten und Musikwissenschaftler der DDR. Von 1988 bis 1991 war er Präsident der deutschen Sektion der C.I.M.E. (Internationale Vereinigung für elektroakustische Musik), 1990 Präsident des Musikrates der DDR und von 1990 bis 2001 Präsidiumsmitglied des Deutschen Musikrats. Außerdem war er Gründungs- und seit 2009 Ehrenmitglied der Deutschen Gesellschaft für Elektroakustische Musik.
Zu Katzers Kompositionen gehören Werke für Kammerensembles, Orchesterwerke, Solokonzerte, Opern, Ballette, Puppenspiele und oratorische Werke. Sein Werk umfasst auch elektroakustische Stücke, Hörspielmusik, Multimediaprojekte und Projekte mit improvisierter Musik. Neue Kompositionen sind verlegt bei der Edition Gravis.
Katzer lebte bis zu seinem Tod in Zeuthen bei Berlin. Er starb im Mai 2019 im Alter von 84 Jahren.

## Werke (Auswahl)
- Baukasten für Orchester, 1972.
- Die Igeltreppe für Sprecher und 13 Instrumente. Text: Sarah Kirsch, 1973.
- Das Land Bum-Bum. Oper, 1973.
- D-Dur Musikmaschine. Orchesterwerk, 1973.
- Schwarze Vögel. Ballett, 1975.
- Szene für Kammerensemble. Instrumentales Theater, 1975.
- Ein neuer Sommernachtstraum. Ballett, 1979.
- Gastmahl oder über die Liebe. Oper, Libretto: Gerhard Müller, 1987.
- Antigone oder die Stadt. Oper, Libretto: Gerhard Müller, 1989.
- Mein 1989. Radiokomposition, 1990.
- L’homme machine. multimediale szenische Aktion, 2000.
- Medea in Korinth. Oratorische Szenen, Libretto: Christa Wolf (nach Medea: Stimmen). Uraufführung 6. September 2002, Konzerthaus Berlin.
- Streichquartette: Nr. 1 (1965), Nr. 3 (1987) und Nr. 4 tempi fragili (2004) – Ersteinspielung 2010 durch das Sonar Quartett Berlin.

## Hörspiele (Auswahl)
- 1963: Anna Elisabeth Wiede: Das Untier von Samarkand – Regie: Flora Hoffmann (Kinderhörspiel – Rundfunk der DDR)
- 1964: Oswaldo Ramos: Dorina und meine Okarina – Regie: Maritta Hübner (Original-Hörspiel, Kinderhörspiel, Kurzhörspiel – Rundfunk der DDR)
- 1970: Ève Curie: Meine Mutter, Madame Curie – Regie: Flora Hoffmann (Hörspielbearbeitung – Rundfunk der DDR)
- 1971: Hans-Jörg Dost: Passio Camilo – Regie: Barbara Plensat/Detlef Kurzweg (Hörspiel – Rundfunk der DDR)
- 1972: William Shakespeare: Perikles – Regie: Uwe Haacke (Hörspiel – Rundfunk der DDR)
- 1972: Heinrich von Kleist: Amphitryon – Regie: Werner Grunow (Hörspiel – Rundfunk der DDR)
- 1973: Francoise Xenakis: Auf der Insel wollte sie ihm sagen... – Regie: Fritz Göhler (Hörspiel – Rundfunk der DDR)
- 1973: Lia Pirskawetz: Spinnen-Palaver – Regie: Barbara Plensat (Hörspiel – Rundfunk der DDR)
- 1975: Jean Pélégri: Der Aufschrei – Regie: Fritz Göhler (Hörspiel – Rundfunk der DDR)
- 1982: Walentin Rasputin: Matjora – Regie: Fritz Göhler (Hörspiel – Rundfunk der DDR)
- 1986: Călin Gruia: Das Märchen vom König Florin – Regie: Norbert Speer (Hörspielbearbeitung, Kinderhörspiel – Rundfunk der DDR)
- 1990: Arthur Rimbaud: Ich bin ein anderer

### Auftragswerke
Katzer komponierte folgende Auftragswerke der Bläservereinigung Berlin:
- Konzert für Cembalo u. Bläserquintett, „Kommen und Gehen“
- La Mettrie oder Anmerkungen zum Maschinen-Menschen
- La Mettrie oder Anmerkung zum Pflanzen-Menschen
- „Il re pastore“ nach Texten Friedrich des II.

### Filmmusik
- 1962: Josef und alle seine Brüder (Fernsehfilm)
- 1963: Verliebt und vorbestraft
- 1964: Lütt Matten und die weiße Muschel
- 1964: Der Mann mit der Maske
- 1965: Engel im Fegefeuer
- 1965: Berlin um die Ecke
- 1965: Karla
- 1967: Geschichten jener Nacht (Episode 1)
- 1968: Leben zu zweit
- 1982: Stella (Fernsehfilm)
- 1985: Hälfte des Lebens
- 1988: Melanios letzte Liebe
- 1989: Der Mann an der Rampe

## Auszeichnungen/Preise
- 1964/65 Mendelssohn-Stipendium
- 1975 1. Preis eines Dramatikwettbewerbs des Kinder- und Jugendtheaters
- 1976 Kunstpreis der DDR
- 1977 Preis beim Wettbewerb für Elektroakustische Musik der Groupe de musique expérimentale de Bourges, Frankreich
- 1978 Reine-Marie-José-Preis, Genf
- 1981 Nationalpreis der DDR für Kunst und Literatur III. Klasse (für kompositorisches Gesamtwerk)
- 1985 Preis beim Wettbewerb für Elektroakustische Musik der Groupe de musique expérimentale de Bourges, Frankreich
- 1987 Kunstpreis des FDGB für Musik[3]
- 1992 Ehrengast der Deutschen Akademie Rom Villa Massimo
- 1992 Kulturpreis Schlesien des Landes Niedersachsen
- 1998 Johann-Wenzel-Stamitz-Preis
- 1999 Musikpreis des Landes Brandenburg
- 2003 Bundesverdienstkreuz 1. Klasse
- 2011 Preis der Deutschen Schallplattenkritik (Bestenliste 1/2011)[4]
- 2012 Deutscher Musikautorenpreis für Komposition experimentelle Musik/Musik mit Live-Elektronik
- 2015 Ehrenmitglied der Leibniz-Sozietät der Wissenschaften zu Berlin.